# Alex Miller
Alex Miller (sinh ngày 4 tháng 7 năm 1949) là một huấn luyện viên và cựu cầu thủ bóng đá người Scotland.

## Sự nghiệp Huấn luyện viên
Alex Miller đã dẫn dắt South China, St Mirren, Hibernian, Aberdeen, JEF United Chiba và AIK.